# Шекшема
Шекшема (рос. Шекшема) — селище в Шар'їнському районі Костромської області Російської Федерації.
Населення становить 1100 осіб. Входить до складу муніципального утворення Шекшемське сільське поселення.

## Історія
Від 2007 року входить до складу муніципального утворення Шекшемське сільське поселення.

## Населення
| 1959  | 1970  | 1979  | 1989  | 2008  | 2010  | 2012  |
| ----- | ----- | ----- | ----- | ----- | ----- | ----- |
| 3958  | ↘3004 | ↘2546 | ↘2052 | ↘1530 | ↘1384 | ↘1325 |
| 2013  | 2014  | 2015  | 2016  | 2017  |       |       |
| ↘1258 | ↘1206 | ↘1167 | ↘1153 | ↘1100 |       |       |